# Montabaur
Montabaur (en allemand Montabaur [ˈmɔntabauɐ]) est une ville allemande située en Rhénanie-Palatinat et chef-lieu de l'arrondissement de Westerwald. La ville est connue dans tout le pays pour son château et sa gare ICE sur la LGV Cologne - Francfort.

## Histoire
| Appartenances historiques Électorat de Trèves 1100-1801 Nassau-Weilbourg 1802-1806 Duché de Nassau 1806-1866 Royaume de Prusse (Province de Hesse-Nassau) 1866-1918 République de Weimar 1918-1933 Reich allemand 1933-1945 Allemagne occupée 1945-1949 Allemagne 1949-présent |

## Géographie
Montabaur se trouve dans le Westerwald, à environ 20 km au nord-est de Coblence.

## Monuments et Tourisme

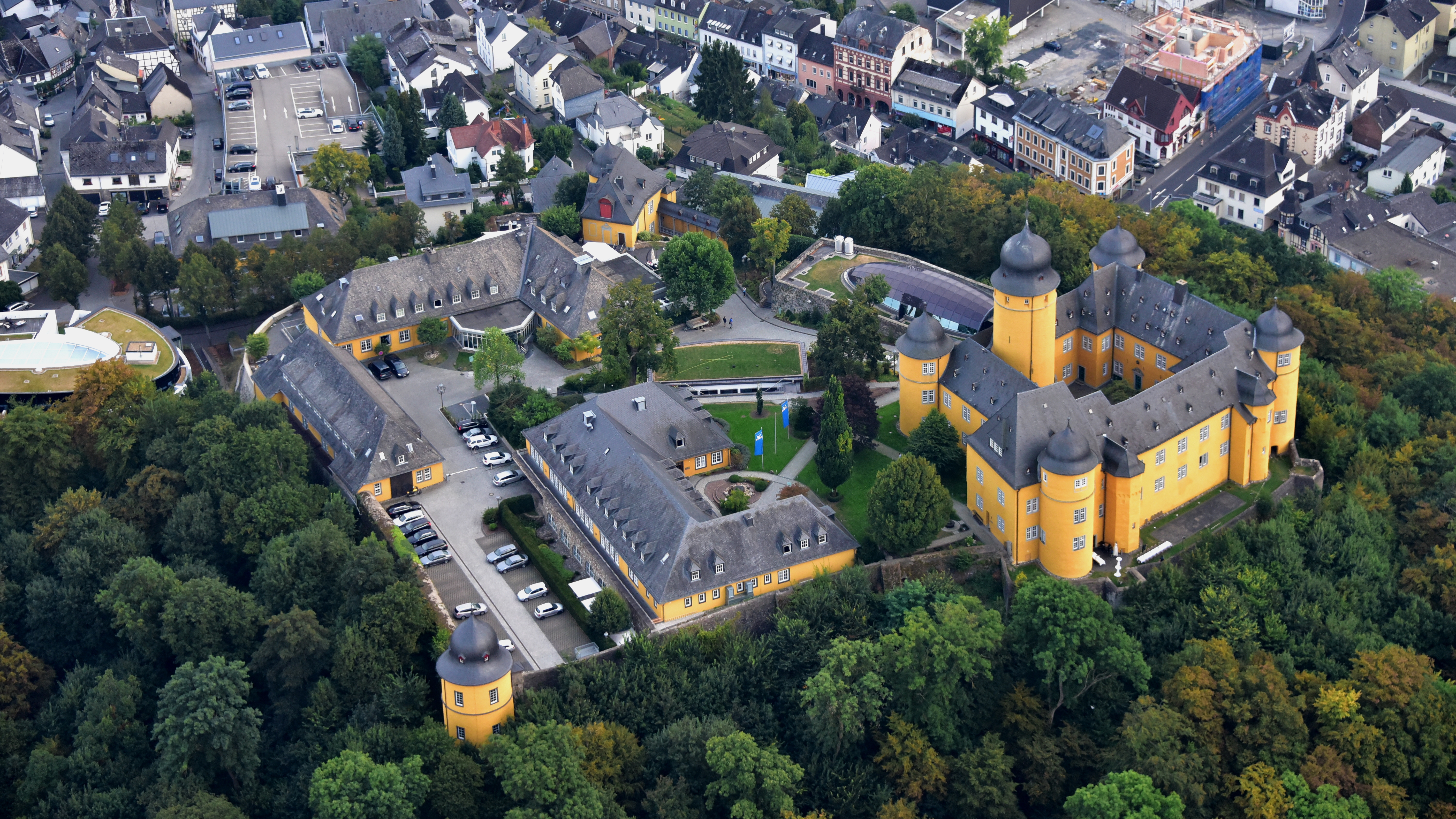
Château de Montabaur, vue aérienne (2016).

## Économie
L'entreprise United Internet, possédant notamment l'hébergeur 1&1 IONOS, a son siège social à Montabaur.

## Jumelages
Montabaur est jumelée à :
- Tonnerre (France) ;
- Brackley (Royaume-Uni) ;
- Sebnitz (Allemagne).

## Personnalités liées à Montabaur
- Andreas Lubitz, le copilote responsable du crash du Vol 9525 Germanwings, le 24 mars 2015.